# درخت ارس (قصه)
درختِ ارس یا درختِ عرعر (به آلمانی: Von dem Machandelboom) یک افسانه آلمانی است که توسط برادران گریم در قصه‌های برادران گریم با شماره ۴۷ در سال ۱۸۱۲ منتشر شد. این داستان شامل مضامین کودک‌آزاری، قتل، آدمخواری و ، تناسخ، و نمادگرایی دینی است و یکی از افسانه های تیره‌تر و بالغ‌تر برادران گریم است.

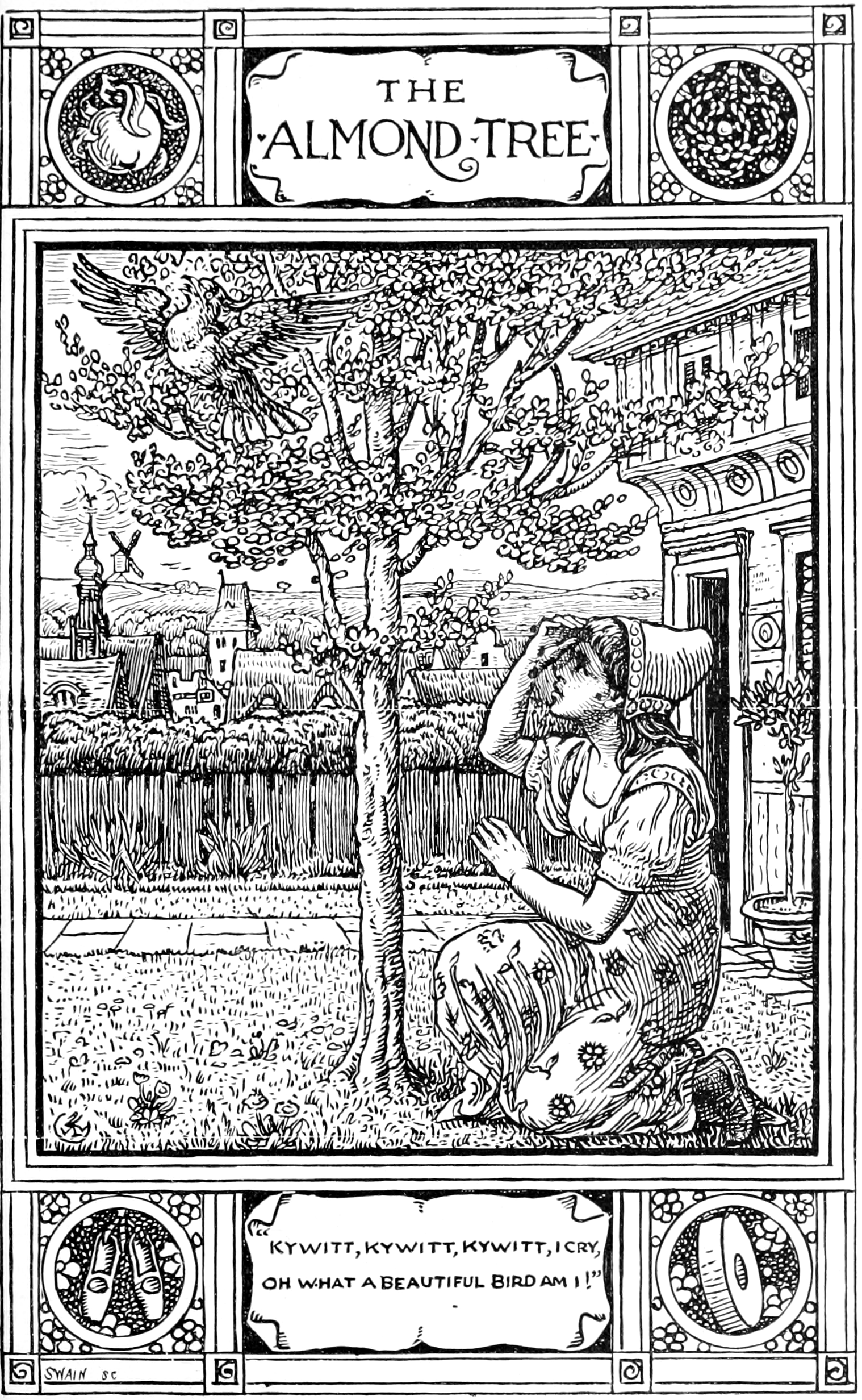
تصویرگری توسط والتر کرین، ۱۸۸۲

این داستان در دسته‌بندی آرنه–تامپسون-اوتر از نوع ۷۲۰ است. یکی دیگر از این داستان‌ها داستان انگلیسی درخت رز است، اگرچه جنسیت‌های درخت عرعر را برعکس می‌کند. درخت عرعر از الگوی رایج‌تر پسر بودن کودک مرده پیروی می کند.

## خلاصهٔ داستان
روزی روزگاری مرد و زنی ثروتمند و مؤمن زندگی می‌کردند. آنان سال‌ها دعا کردند تا خداوند کودکی به آنان عطا کند. روزی در زمستان، زن در حیاط خانه زیر درخت عرعر نشسته بود و هنگام پوست کندن سیب، انگشت خود را برید و قطره‌ای خون روی برف ریخت. او در دل آرزو کرد فرزندی داشته باشد که پوستش مانند برف سپید و گونه‌هایش چون خون سرخ باشد.
پس از گذشت شش ماه، زن از خوردن توت‌های درخت عرعر بیمار شد و در آستانهٔ مرگ از شوهرش خواست در صورت مرگ، جنازه‌اش را زیر همان درخت دفن کند. اندکی بعد پسری با همان ویژگی‌ها به دنیا آورد و با لبخندی از خوشی درگذشت. مرد به وصیتش عمل کرد و همسرش را زیر درخت عرعر دفن کرد.
سال‌ها بعد مرد دوباره ازدواج کرد و همسر جدیدش دختری به نام مارلینشن (یا مارلنه) به دنیا آورد. اما زن ناپدری از پسر اول شوهرش متنفر بود و می‌خواست تمام ارثیه را به دخترش برساند.
روزی، ناپدری پسرک را به بهانهٔ آوردن سیب به اتاقی کشاند و زمانی که او برای برداشتن سیب خم شد، درِ صندوق را محکم بست و سر او را قطع کرد. سپس جسد را با پارچه‌ای بست و او را روی صندلی نشاند و سیبی روی دامانش گذاشت. مارلینشن از او خواست سیبی بدهد، اما پسر پاسخ نداد. مادرش او را مجبور کرد او را "کمی بزند"، و با این کار سر پسر از بدن جدا شد.
مارلینشن گریه می‌کرد، اما ناپدری گوشت پسر را پخت و آن را به پدر خانواده داد. پدر، بی‌خبر از واقعیت، غذا را خوشمزه دانست و همه‌اش را خورد. مارلینشن استخوان‌های برادر را جمع کرد و در دستمالی ابریشمی زیر درخت عرعر دفن کرد.
ناگهان مهی بلند شد و پرنده‌ای زیبا از درخت بیرون آمد و آواز خواند:
«مادرم مرا کشت،
پدرم مرا خورد،
خواهر کوچکم مارلینشن،
استخوان‌هایم را جمع کرد،
در دستمالی ابریشمی پیچید،
و زیر درخت عرعر دفن کرد،
کی‌ویت، کی‌ویت، چه پرندهٔ زیبایی هستم!»
پرنده به سراغ زرگری رفت، آواز خواند و زنجیر طلایی گرفت. سپس به کفاشی رفت، آواز خواند و کفش‌های قرمز گرفت. سرانجام از آسیابانان آسیاب‌سنگی گرفت. پرنده زنجیر را به گردن پدر انداخت، کفش‌ها را به خواهر داد، و آسیاب‌سنگ را بر سر مادرخوانده انداخت. با سقوط سنگ، زن مُرد. در همان لحظه پرنده در آتش و دود ناپدید شد و پسر دوباره به شکل انسانی ظاهر شد. خانواده دوباره دور هم جمع شدند و خوشبختانه زندگی کردند.

## تم‌ها و تحلیل داستان

### آدم‌خواری
یکی از تم‌های اصلی داستان، آدم‌خواری است. پدر بدون آگاهی، سوپ پخته‌شده از بدن پسر خود را می‌خورد.

### نمادگرایی دینی
سیب در داستان به عنوان وسوسه‌ای شیطانی معرفی می‌شود، همان‌گونه که در کتاب مقدس، شیطان حوا را با سیب وسوسه کرد. همچنین درخت عرعر نمادی از زندگی، مرگ و تناسخ است. تبدیل پسر به پرنده و سپس بازگشت او به انسان، با روح‌القدس در باور مسیحی تشبیه شده‌است.

### تناسخ و طبیعت
مرگ مادر، دفن او زیر درخت عرعر و تولد دوبارهٔ پسر به صورت پرنده، نوعی تناسخ را نمایش می‌دهد. درخت نیز به عنوان واسطهٔ این چرخهٔ طبیعت و باززایش عمل می‌کند.

### کودک‌آزاری و مادرخواندهٔ شیطانی
در داستان، مادرخوانده مصداق یک زن شرور و کودک‌آزار است. مانند بسیاری از افسانه‌های گریم، ظلم و خشونت از سوی ناپدری یا نامادری، داستان را به پیش می‌برد.

### آواز و موسیقی
پرنده با آواز خود حقیقت را افشا می‌کند. آواز او هم وسیلهٔ فاش کردن جرم و هم کسب هدایایی برای خانواده‌اش است.

## دیدگاه پژوهشگران
ماریا تاتار، پژوهشگر افسانه‌ها، می‌گوید این داستان نمونه‌ای روشن از رقابت مادرخوانده با فرزند همسر برای منابع و ارث است.
والتر شرف داستان را نشانه‌ای از کشمکش‌های خانوادگی می‌داند که در بیشتر افسانه‌های گریم دیده می‌شود.
جی. آر. آر. تالکین در مقاله‌ای دربارهٔ افسانه‌ها، از این داستان به عنوان نمونه‌ای یاد می‌کند که حذف صحنه‌های تیره و تلخ از افسانه‌ها (مانند صحنهٔ پخته شدن پسر) نوعی سانسور خطرناک برای کودکان است و نباید اتفاق بیفتد.